# Финка рустика
Финка, также называемая юристами фундо или предио, это недвижимая собственность, которая состоит из ограниченного участка земли.
Разграничение, называемое линде, может быть физическим, воздвижением заборов, межевых знаков (mojones) или других элементов, или просто правовым, путем описания в договоре купли-продажи.
Финка представляет собой неотделяемое недвижимое имущество, обычно, это участок земли. Термин имел большое значение с древних времен из-за своей экономической значимости в периоды, предшествующие индустриализации, являясь символом богатства и процветания. Таким образом, регулирование недвижимости происходило постоянно с очень древних времен. Отличается от обычной недвижимости своими экономическими свойствами, поскольку финка это недвижимое имущество, которое предназначено для работы и получения дохода.

## Классификация в градостроении
С появлением нормативных актов по регулированию градостроительной деятельности, появились ограничения возможностей собственника по использованию земельных участков. Поэтому, во многих случаях применяется дифференцированный подход в зависимости от назначения финки, и проводится различие между:
- финка рустика: предназначена для выполнения сельскохозяйственных работ, животноводства и т. д.;
- индустриальная финка: предназначена для строительства промышленных зон и предприятий;
- городская финка: с большими возможностями для строительства, как правило, с большой экономической и социальной ценностью.

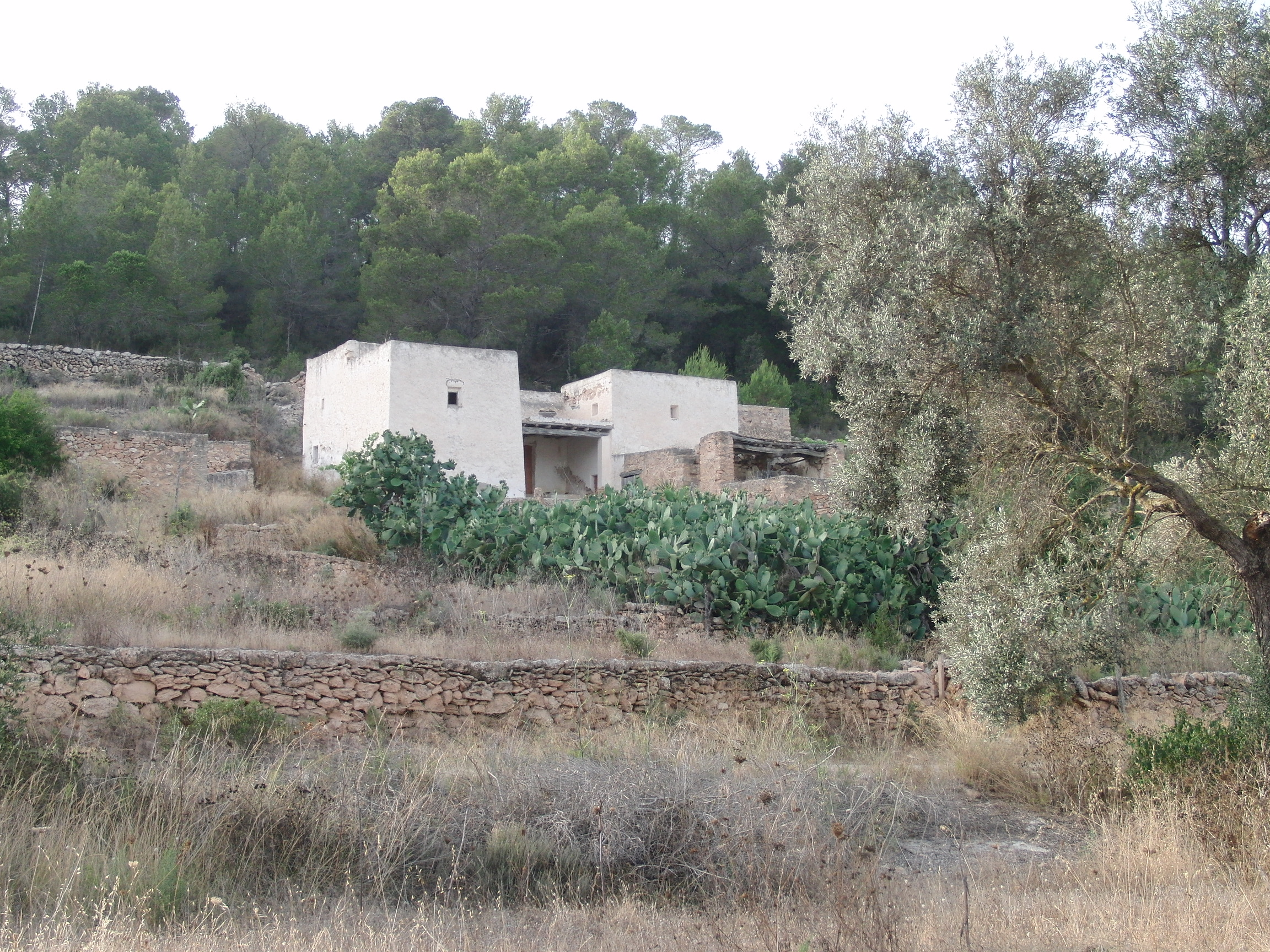
Финка со старым домом в Кан Фраре Берд, Ибица.

## Финка рустика: классификация и цены
Существуют различные типы деревенской усадьбы по отношению к экономической деятельности, для которой она, финка, предназначена. Первоначально можно сделать следующее разделение.
- Финка сельскохозяйственная: неорошаемые земли (богарное земледелие, фрукты (без цитрусовых) плодовые, виноградники и оливковые рощи) и орошаемые (орошаемое земледелие, овощи, произрастающие на открытом воздухе, защищенный урожай, возделывание риса, земляники, плодовых цитрусовых (лимон, апельсин, мандарин, лимон), фруктовых (без цитрусовых), (косточковые, семенные, сухофрукты, банановые плантации, виноградники и оливковые рощи).
- Животноводческие фермы: на неорошаемых землях (Луга и пастбища) и орошаемых (Луга).
- Лесные финки: для производства и продажи деревьев, древесины, древесных продуктов и всех их производных.
- Охотничьи угодья: большая охота (кабан, косуля, олень, лань, муфлон…) и охота на мелких животных (кролик, перепел, заяц, горлицы, куропатки, фазан…).